# Floor Heijne
Floor Heijne (14 januari 2004) is een Nederlands voetbalster die uitkwam voor PEC Zwolle.

## Carrière
In de zomer van 2020 maakte Heijne de overstap van haar amateurvoetbalclub DZOH naar de jeugdopleiding van PEC Zwolle. Na haar eerste jaar mocht ze meetrainen met de hoofdmacht. Op 16 januari 2022 maakte ze haar debuut in de derby tegen FC Twente. Ze kwam in de 74e minuut in het veld voor Licia Darnoud, de wedstrijd werd met 1–4 verloren.

### Carrièrestatistieken
| Seizoen                    | Club            | Land            | Competitie      | Competitie | Competitie | Beker | Beker | Internationaal | Internationaal | Overig | Overig | Totaal | Totaal |
| Seizoen                    | Club            | Land            | Competitie      | Wed.       | Dlp.       | Wed.  | Dlp.  | Wed.           | Dlp.           | Wed.   | Dlp.   | Wed.   | Dlp.   |
| -------------------------- | --------------- | --------------- | --------------- | ---------- | ---------- | ----- | ----- | -------------- | -------------- | ------ | ------ | ------ | ------ |
| 2021/22                    | PEC Zwolle      | Nederland       | Eredivisie      | 2          | 0          | 1     | 0     | –              | –              | –      | –      | 3      | 0      |
| 2022/23                    | PEC Zwolle      | Nederland       | Eredivisie      | 9          | 0          | 0     | 0     | –              | –              | –      | –      | 9      | 0      |
| 2023/24                    | PEC Zwolle      | Nederland       | Eredivisie      | 0          | 0          | 0     | 0     | –              | –              | –      | –      | 0      | 0      |
| Carrière totaal            | Carrière totaal | Carrière totaal | Carrière totaal | 11         | 0          | 1     | 0     | 0              | 0              | 0      | 0      | 12     | 0      |
| Bijgewerkt tot 12 mei 2024 |                 |                 |                 |            |            |       |       |                |                |        |        |        |        |

## Interlandcarrière

### Nederland onder 19
Op 3 september 2022 debuteerde Heijne bij het Nederland –19 in een vriendschappelijke wedstrijd tegen België –19 (1–1).
| Interlands van Floor Heijne  | Interlands van Floor Heijne  | Interlands van Floor Heijne  | Interlands van Floor Heijne  | Interlands van Floor Heijne  | Interlands van Floor Heijne  |
| №                            | Datum                        | Wedstrijd                    | Uitslag                      | Soort Wedstrijd              | Doelpunten                   |
| Als speelster bij PEC Zwolle | Als speelster bij PEC Zwolle | Als speelster bij PEC Zwolle | Als speelster bij PEC Zwolle | Als speelster bij PEC Zwolle | Als speelster bij PEC Zwolle |
| ---------------------------- | ---------------------------- | ---------------------------- | ---------------------------- | ---------------------------- | ---------------------------- |
| 1.                           | 3 september 2022             | Nederland – Italië           | 1 – 1                        | Vriendschappelijk            | 0                            |
| 2.                           | 6 september 2022             | België – Nederland           | 1 – 2                        | Vriendschappelijk            | 0                            |

### Nederland onder 16
Op 6 februari 2020 debuteerde Heijne bij het Nederland –16 in een vriendschappelijke wedstrijd tegen België –16.
| Interlands van Floor Heijne | Interlands van Floor Heijne | Interlands van Floor Heijne | Interlands van Floor Heijne | Interlands van Floor Heijne | Interlands van Floor Heijne |
| №                           | Datum                       | Wedstrijd                   | Uitslag                     | Soort Wedstrijd             | Doelpunten                  |
| Als speelster bij DZOH      | Als speelster bij DZOH      | Als speelster bij DZOH      | Als speelster bij DZOH      | Als speelster bij DZOH      | Als speelster bij DZOH      |
| --------------------------- | --------------------------- | --------------------------- | --------------------------- | --------------------------- | --------------------------- |
| 1.                          | 6 februari 2020             | Nederland – België          | 2 – 1                       | Vriendschappelijk           | 0                           |

### Nederland onder 15
Op 21 mei 2019 debuteerde Heijne bij het Nederland –15 in een vriendschappelijke wedstrijd tegen België –15.
| Interlands van Floor Heijne | Interlands van Floor Heijne | Interlands van Floor Heijne  | Interlands van Floor Heijne | Interlands van Floor Heijne | Interlands van Floor Heijne |
| №                           | Datum                       | Wedstrijd                    | Uitslag                     | Soort Wedstrijd             | Doelpunten                  |
| Als speelster bij DZOH      | Als speelster bij DZOH      | Als speelster bij DZOH       | Als speelster bij DZOH      | Als speelster bij DZOH      | Als speelster bij DZOH      |
| --------------------------- | --------------------------- | ---------------------------- | --------------------------- | --------------------------- | --------------------------- |
| 1.                          | 21 mei 2019                 | Nederland – België           | 2 – 1                       | Vriendschappelijk           | 0                           |
| 2.                          | 23 mei 2019                 | Nederland – Duitsland        | 1 – 0                       | Vriendschappelijk           | 0                           |
| 3.                          | 14 juni 2019                | Nederland – Verenigde Staten | 2 – 2                       | Vriendschappelijk           | 0                           |